# Інтернет у Кенії
Інтернет у Кенії досить широко розповсюджений, інтернет-кафе туристи можуть знайти майже у всіх містах країни. У Кенії працює багато інтернет-провайдерів. Доступ до мережі можна отримати і в багатьох готелях.
Домен верхнього рівня Кенії: .ke
Динаміка числа користувачів Інтернету:
- 8,57 млн користувачів, 38-е місце в світі; 20,59 % населення, 129-е місце в світі (2012)[2][3];
- 4,0 млн користувачів, 59-е у світі (2009)[1];
- 3,0 млн користувачів (2008);
- 500 тисяч користувачів (2002).

- Фіксований широкосмуговий доступ: абсолютний показник — 43013 абонентів, 115-й у світі; відносно чисельності населення — 0,1 % населення, 167-е місце в світі (2012)[2][4]
- Бездротовий широкосмуговий доступ: абсолютний показник — 954 896 абонентів, 72-й у світі; відносно чисельності населення — 2,2 % населення, 124-е місце в світі (2012)[5]
- Інтернет-хостів: 71018 хостів, 78-е місце в світі (2012)[1]

IPv4: виділено 1,7 млн адрес, 68-е місце у світі, менше 0,05 % від світового обсягу, 38,5 адреси на 1000 осіб (2012).
Інтернет-провайдери: 65 провайдерів (2001).

## Інтернет-цензура
Відповідно до звітів Freedom House, Кенія була оцінена як «частково вільна» країна для користувачів Інтернету з рейтингами 34 і 32 2009 і 2011 року відповідно (рейтинг «невільних» країн починається з рейтингу 60). 2012 і 2013 року рейтинг покращився до «вільної» з рейтингами 29 і 28 відповідно.
Уряд Кенії не використовує технічну або адміністративну цензуру для обмеження доступу до Інтернету, але доступ обмежений у сільській місцевості через відсутність комунікаційної інфраструктури. Громадяни країни можуть висловлювати свої погляди через Інтернет, зокрема електронною поштою, і можуть отримати доступ до широкого спектра думок, включно з сайтами BBC, CNN, і кенійської газети Daily Nation.
У січні 2009 року уряд Кенії прийняв Communications Amendment Act, згідно з яким будь-яка особа, яка публікує, передає або сприяє публікації в електронній формі непристойної інформації, скоює злочин. Закон також описує інші види незаконного використання інформаційно-комунікаційних технологій. Відповідно до Communications Amendment Act, державна Комісія зв'язку Кенії, а не незалежна Рада зі ЗМІ Кенії, відповідає за регулювання як традиційних, так і інтернет-ЗМІ.
У липні 2009 року уряд Кенії оголосив, що всі користувачі стільникових телефонів повинні повідомити державним органам своє ім'я та ідентифікаційний номер. Це правило також поширюється на громадян, які входять в Інтернет зі стільникових телефонів.